# In Her Shoes (film)
In Her Shoes is een Amerikaanse speelfilm uit 2005 onder regie van Curtis Hanson. Het is een verfilming van het boek In Her Shoes van de schrijfster Jennifer Weiner. Toni Collette werd voor haar rol genomineerd voor onder meer een Golden Globe en een Satellite Award.

## Verhaal
Zussen Maggie (Cameron Diaz) en Rose (Toni Collette) staan totaal verschillend in het leven. Maggie is een losbol, mooi, sexy en charmant, maar oppervlakkig en totaal niet in staat haar eigen boontjes te doppen. Ze heeft geen woning of geld, maar is dol op winkelen van het geld dat ze her en der bij elkaar steelt. De twee jaar oudere Rose is verantwoordelijk, zorgzaam, ingetogen en advocate. Ze heeft een geheime relatie met haar meerdere Jim Danvers (Richard Burgi) en staat hier eigenlijk paf over omdat ze weinig positief over haar uiterlijk is.
Wanneer Maggie voor de zoveelste keer ontslagen wordt, belandt ze midden in de nacht dronken op de bank bij Rose, die haar voor de zoveelste keer opvangt. Ze laat haar zusje een tijdje bij haar wonen zodat ze van daaruit haar leven weer op poten kan zetten. Maggie maakt hiertoe alleen totaal geen aanstalten, doet niets in huis en maakt er een grote puinhoop van. Rose' tolerantie wordt definitief overschreden wanneer Maggie in een beledigde bui Danvers verleidt. Rose betrapt hen op heterdaad, breekt met hem en gooit haar woedend het huis uit.
Door het voorval verandert het leven van beide zussen drastisch. Rose wil zich niet meer vertonen op haar werk, waar Danvers de scepter zwaait. In plaats van druk door te gaan, gaat ze het een tijdje rustiger aan doen om wat na te denken en begint ze op eigen houtje een hondenuitlaatservice. Haar voormalig collega Simon Stein (Mark Feuerstein) wil niettemin in haar leven blijven en doet herhaaldelijk zijn best haar te overtuigen van zijn romantische bedoelingen.

Maggie heeft geen verblijfplaats meer, maar vond in een kast bij haar vader Michael Feller (Ken Howard) en stiefmoeder Sydelle (Candice Azzara) verstopte brieven van haar oma van moederszijde aan haar en Rose. Het was de zussen altijd voorgehouden dat hun grootmoeder overleden was na het overlijden van hun moeder, die het leven liet in een botsing met de auto toen Maggie nog zo jong was dat ze zich nog weinig van die tijd herinnert. Maggie besluit grootmoeder Ella Hirsch (Shirley MacLaine) op te zoeken in het woonoord voor bejaarden waar ze volgens de brieven verblijft, in de hoop er te kunnen blijven logeren. Hirsch heet haar hartelijk welkom, maar heeft binnen de kortste keren door dat ze met een uitvreetster te doen heeft en weet haar aan het werk te krijgen, tussen de hulpbehoevende ouderen in het woonoord.
Uiteindelijk ontdekken ze dat Maggie een ster is in winkelen en ze beginnen samen een bedrijf waarbij bejaarden hen betalen om voor hen te winkelen

## Rolverdeling
| Acteur           | Personage     |
| ---------------- | ------------- |
| Cameron Diaz     | Maggie Feller |
| Toni Collette    | Rose Feller   |
| Shirley MacLaine | Ella          |
| Mark Feuerstein  | Simon Stein   |
| Brooke Smith     | Amy           |

## Trivia
- Cameron Diaz speelt het jongere zusje van Toni Collette, maar is in realiteit meer dan twee maanden ouder.
- Collette kwam voor de rol 12,5 kilo aan, die ze gaandeweg het verhaal afvalt om weer te geven dat haar personage steeds beter in haar vel komt te zitten.